# Philippe Petit
Philippe Petit (* 13. srpna 1949 Nemours) je francouzský provazochodec, který se v roce 1971 proslavil přechodem po laně mezi věžemi katedrály Notre Dame v Paříži a také 7. srpna 1974 přechodem po laně mezi dvojčaty Světového obchodního centra.
Později žil Petit v New Yorku, kde pracoval jako umělec, mimo jiné v Cathedral of St. John the Divine. Představil provazochodectví jako součást oficiálních oslav v New Yorku, Francii i jiných zemích. V roce 2008 vznikl dokumentární film Man on Wire o Philippeho přechodu mezi věžemi Světového obchodního centra, režírovaný Jamesem Marshem, který získal mnoho cen. Byl také hrdinou dětské knihy a animované adaptace vydané v roce 2005. Na základě tohoto přechodu vznikl také film The Walk, hlavní roli v něm ztvárnil Joseph Gordon-Levitt jako Petit a režie se ujal Robert Zemeckis.